# Storena caporiaccoi
Storena caporiaccoi är en spindelart som beskrevs av Brignoli 1983. Storena caporiaccoi ingår i släktet Storena och familjen Zodariidae.
Artens utbredningsområde är Venezuela. Inga underarter finns listade i Catalogue of Life.